# Verfassung des Freistaats Thüringen
Die Verfassung des Freistaats Thüringen ist die Landesverfassung Thüringens, sie hat in diesem Bundesland zusammen mit dem Grundgesetz für die Bundesrepublik Deutschland Geltung.
Rechtsverletzungen der Thüringer Verfassung können vor dem Thüringer Verfassungsgerichtshof geltend gemacht werden.

## Entstehung
Das Land Thüringen hatte sich zunächst – bis zum Inkrafttreten einer Verfassung – eine Vorläufige Landessatzung gegeben. Es handelte sich weder um eine Vorschrift vom Rang einer Verfassung, noch um Satzungsrecht, sondern um ein förmliches (Parlaments-)Gesetz. Die Vorläufige Landessatzung wurde am 7. November 1990 von den Abgeordneten des Landtags beschlossen und im ersten Gesetzblatt für das Land Thüringen bekannt gemacht. Außerdem wurde der Gesetzestext im Landtag und den Verwaltungsbehörden der Bezirke ausgehängt und im Rundfunk verlesen.
In der Landessatzung wurde festgelegt, dass sie nur befristet gültig sein sollte, und dass sie spätestens am 31. Dezember 1992 wieder außer Kraft treten würde. Ursprünglich waren in dieser Zeitspanne Verfassungsberatungen eingeplant gewesen. Tatsächlich dauerte dieser Vorgang aber bis zum Oktober 1993. Zur Gültigkeit der Landessatzung über den 31. Dezember 1992 hinaus wurde am 15. Dezember 1992 ein Änderungsgesetz beschlossen. Die Klausel mit der Fristbestimmung wurde durch eine unbestimmtere Formulierung ersetzt: „Dieses  Gesetz  [die Vorläufige Landessatzung] tritt [erst] mit  dem  Inkrafttreten  der  Verfassung des Landes Thüringen außer Kraft.“
Am 25. Oktober 1993 beschlossen die Abgeordneten des Landtags die neue Landesverfassung. Dies geschah nicht in der Landeshauptstadt Erfurt, sondern auf der Wartburg bei Eisenach. Vier Tage später wurde das Gesetz- und Verordnungsblatt ausgegeben, das auf 14 Seiten den vollen Text der Verfassung enthielt. Damit war die neue Verfassung verkündet.
Es war vorgesehen, dass die Verfassung am Tag nach der Verkündung in Kraft treten würde – zunächst allerdings nur vorläufig. In Artikel 106 Abs. 2 war das ausdrücklich so geregelt: „Diese Verfassung tritt am Tag nach der Verkündung vorläufig in Kraft.“ Im Übrigen sollte aber ein Volksentscheid durchgeführt werden: die Bevölkerung solle darüber abstimmen, ob sie den Text, den der Landtag mit großer Mehrheit beschlossen hatte, endgültig in Kraft setze. Maßgeblich sollte die einfache Mehrheit sein. Und für den Fall, dass diese Mehrheit verfehlt würde, war vorgesehen, dass die Vorläufige Landessatzung einstweilen wieder in Kraft tritt.
Der Volksentscheid wurde am 16. Oktober 1994 durchgeführt, zusammen mit der Wahl zum Zweiten Thüringer Landtag. Es stimmten 986.066 Personen für die Verfassung, was 70,1 % aller Abstimmenden beziehungsweise 50,46 Prozent aller Stimmberechtigten entsprach. Am 3. November wurde das Ergebnis im Gesetz- und Verordnungsblatt bekannt gemacht.

## Inhalt der Landesverfassung
Nach Artikel 44 der Verfassung ist der Freistaat ein demokratischer, sozialer und dem Schutz der natürlichen Lebensgrundlagen verpflichteter Rechtsstaat.
Neben einem eigenen Grundrechtskatalog und umfangreichen Staatszielbestimmungen enthält die Verfassung Regelungen insbesondere zu den Verfassungsorganen Thüringer Landtag, Thüringer Landesregierung und Thüringer Verfassungsgerichtshof. Die Gesetzgebung durch den Landtag oder durch Volksbegehren und Volksentscheid ist vorgesehen. Die Verfassung enthält in Artikel 83 Absatz 3 eine eigene Ewigkeitsklausel.